# Fiodor Samojłow
Fiodor Nikiticz Samojłow (ros. Фёдор Никитич Самойлов; ur. 24 kwietnia 1882 we wsi Gomilenki w guberni włodzimierskiej, zm. 13 czerwca 1952 w miejscowości Kratowo w obwodzie moskiewskim) – rosyjski rewolucjonista, radziecki polityk.

## Życiorys
W 1903 wstąpił do SDPRR, 1912-1914 był deputowanym do IV Dumy Państwowej, 5 listopada 1914 został aresztowany i następnie skazany na zesłanie do Kraju Turuchańskiego w guberni jenisejskiej. Po rewolucji lutowej został amnestionowany, po czym wybrano go przewodniczącym Rady Iwanowo-Wozniesienskiej i członkiem Iwanowo-Wozniesienskiego Komitetu SDPRR(b), w 1918 był sekretarzem Iwanowo-Wozniesienskiego Komitetu RKP(b), komisarzem pracy guberni iwanowo-wozniesienskiej i przewodniczącym gubernialnego Trybunału Rewolucyjnego w Iwanowie-Wozniesiensku. W 1919 był zastępcą ludowego komisarza pracy Ukraińskiej SRR i pełnomocnikiem WCIK przy Baszkirskim Komitecie Rewolucyjnym, a 1920-1921 ponownie zastępcą ludowego komisarza pracy Ukraińskiej SRR. Od 2 kwietnia 1922 do 17 kwietnia 1923 był zastępcą członka Centralnej Komisji Kontrolnej RKP(b), 1922-1928 zastępcą kierownika Instytutu Historii Partii przy KC WKP(b), 1928-1932 kierownikiem Instytutu Historii Partii Moskiewskiego Komitetu WKP(b), 1932-1935 zastępcą przewodniczącego Stowarzyszenia Starych Bolszewików, a 1937-1941 dyrektorem Muzeum Rewolucji, następnie przeszedł na emeryturę.